# Опеньок осінній справжній
Опеньок осінній жовтий (Armillaria mellea (Vahl. ex Fr.) Kumm., Armillariella mellea (Vah1. ex Fr.) Karst.)  — гриб роду Armillaria. Часто ототожнюється з опеньком осіннім. 
Місцеві назви — підопеньок, козир. Класифікація грибів неоднозначна. Близько десяти різних видів грибів ототожнювались як один — Armillaria cf. mellea.

## Будова
Шапинка гриба 2-8(15) см у діаметрі, напівкуляста, згодом плоскорозпростерта, іноді з горбом у центрі, буро-жовта, жовтосіро-коричнювата або рудувато-коричнювата, темнолуската, особливо в центрі, по краю з пластівчастими залишками загального покривала. Шкірка легко знімається. Пластинки трохи спускаються на ніжку, білуваті, далі світло-бежеві, рожевувато-кремові, червонувато-коричнюваті. Спори 7-9(10) × 5-7 мкм, безбарвні, еліпсоподібні, гладенькі. 
Ніжка 5-10(18) × 0,4-2,5 см, щільна, з віком жорстка, вгорі білувата, нижче — кольору шапки або темніша, пластівчастолуската, з часом майже гола, з білуватим нестійким кільцем. М'якуш білий, приємний на смак і запах.

## Поширення
Зустрічається по всій Україні, загалом поширений у всій голарктичній області світу. Росте у листяних і хвойних лісах, садах, на пеньках, стовбурах, корінні дерев та чагарників великими, тісними групами; паразит. Вражена міцелієм опенька деревина світиться у темряві.

## Використання
Збирають у вересні — листопаді. Загалом добрий їстівний гриб, хоча не всі його однозначно сприймають.
Використовують після 20-хвилинного відварювання (відвар злити). Смажать, сушать, маринують, засолюють. У поодиноких випадках при вживанні може викликати розлад травлення.
Розміри і забарвлення гриба дуже мінливі, тому, збираючи його, треба звертати увагу на колір пластинок, щоб помилково не взяти отруйний сірчано-жовтий несправжній опеньок.
Необхідно враховувати, що в опеньку містяться речовини (природа їх ще не встановлена), які при частому вживанні цього гриба можуть викликати більш-менш тяжке захворювання. В Україні реєструвалися випадки отруєння недостатньо відвареним опеньком при вживанні його протягом декількох днів. Причиною може бути отрута, присутня у грибі в незначній кількості, яка може накопичуватися в печінці й викликати захворювання при досягненні критичної кількості.